# Woekerpolisaffaire

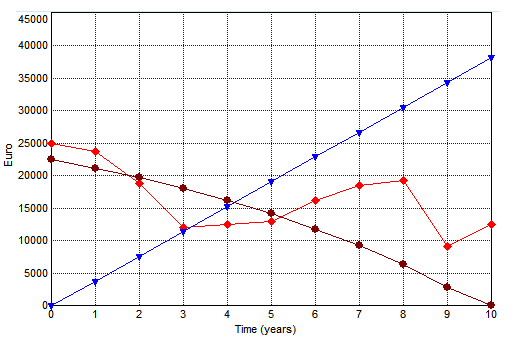
Voorbeeld van 10-jarig woekerpoliscontract ter waarde van 25.000 euro, een zogenoemd 'Korting Koers' contract, dat liep van januari 2000 tot januari 2010. Blauw laat de maandelijkse inleg zien (met rente en kosten), Rood laat de waarde zien van de AEX waarde certificaat die bij aanvang werd gekocht met de gekoppelde lening. Bruin laat de aflossing van de gekoppelde lening, de restantschuld, zien.

De woekerpolisaffaire is de verzamelnaam van de ophef rond Nederlandse beleggingsverzekeringen, ontstaan in 2006. De naam "woekerpolisaffaire" is eind 2006 geïntroduceerd door het TROS-programma Radar. Deze term is vervolgens door andere media overgenomen. De woekerpolisaffaire kwam aan het licht in 2006 door een onderzoek van de Autoriteit Financiële Markten waarin geconstateerd werd dat er veel mis was met beleggingsverzekeringen. Deze verzekeringen bleken complex en relatief duur te zijn. Ook ondervonden verzekerden bij veel beleggingsverzekeringen groot financieel nadeel bij tussentijdse beëindiging, en zouden de verzekeraars hierover onvoldoende duidelijkheid geven. Daarnaast werden er veel gebreken aangetroffen met betrekking tot de overige informatie bij de polissen. Volgens toezichthouder Autoriteit Financiële Markten (AFM) waren er in 2018 waarschijnlijk nog zo'n 2 miljoen lopende woekerpolissen. Volgens schattingen zijn er sinds 1993 zo'n 7 miljoen verkocht.
Bij een soortgelijke eerdere affaire, de aandelenlease-affaire, hield de politiek zich lang afzijdig. De woekerpolisaffaire stond echter vanaf het begin in de politieke belangstelling. De minister van Financiën liet een eigen onderzoek verrichten.

## Betrokken partijen
De gedupeerde consumenten kunnen zich bij verschillende partijen aansluiten.
De Stichting Verliespolis vertegenwoordigde 80.000 particulieren en werd gesteund door verschillende belangenorganisaties zoals de VEB en Vereniging Eigen Huis. Via overleg kwam men tot een oplossing te komen met de verzekeraars. De Stichting Verliespolis is inmiddels opgeheven.
De Stichting Woekerpolis Claim vertegenwoordigde circa 50.000 particulieren en had aanvankelijk geen vertrouwen in overleg en probeerde via juridische (proef)procedures (tegen Nationale-Nederlanden) en schadeclaims bij de rechter compensatie af te dwingen.
De Vereniging Woekerpolis.nl vertegenwoordigt gedupeerde consumenten en voert collectieve procedures tegen Achmea, AEGON, ASR, Nationale-Nederlanden en Reaal.
De Stichting Woekerpolisproces heeft in 2017 haar krachten gebundeld met de Vereniging Woekerpolis.nl.
ConsumentenClaim voert namens de Vereniging Woekerpolis.nl collectieve procedures tegen alle grote verzekeringsmaatschappijen.
De verzekeraars zijn verenigd in het Verbond van Verzekeraars (het Verbond). De gerechtelijke procedures beperkten zich tot maart 2008 tot één dagvaarding tegen Nationale-Nederlanden. In november 2007 heropende Woekerpolis Claim de eerder afgebroken besprekingen met de verzekeraars.
Er zijn twee verschillende instanties die een rol spelen in het conflict. De eerste is de Autoriteit Financiële Markten (AFM) en is door de overheid aangewezen als toezichthouder op de financiële dienstverleners zoals de verzekeraars en haar tussenpersonen. Naast deze toezichthouder bestaat er een onafhankelijk klachteninstituut, Klachteninstituut Financiële Dienstverlening (Kifid). Bij het klachteninstituut kunnen consumenten terecht met klachten over hun financiële product. Minister van Financiën Gerrit Zalm stelde twee bemiddelaars aan die klachten over de polissen zullen voorleggen aan de Ombudsman Financiële Dienstverlening dat deel uitmaakt van het klachteninstituut.

## Gebeurtenissen
Op het weinig transparante karakter van kosteninhoudingen door verzekeraars is vanaf omstreeks 1995 herhaaldelijk kritiek uitgeoefend. In 2003 publiceerde AFM een rapport over beleggingshypotheken, waaruit bleek dat een doorsnee huishouden met een beleggingshypotheek 55 procent kans had op een restschuld. In 2006 constateerde de AFM vervolgens dat beleggingsverzekeringen ondoorzichtig en relatief duur zijn en dat de informatie bij polissen onvolledig en soms zelfs onjuist is.
In de zomer van 2006 nam het Verbond van Verzekeraars het initiatief om een adviescommissie in te stellen met als opdracht de transparantie voor de consumenten in kaart te brengen. Deze commissie stond onder leiding van de voormalige minister van Justitie Job de Ruiter. De naam van de commissie was officieel ‘Commissie transparantie beleggingsverzekeringen’, maar stond bekend onder de naam ‘Commissie De Ruiter’. Voordat de Commissie De Ruiter rapport uitbracht, vond de uitzending van Radar plaats in november 2006, die de woekerpolisaffaire in een stroomversnelling bracht.
Op 24 november 2006 werd de website www.polisopheldering.nl opgericht. Initiatiefnemers waren de Vereniging Eigen Huis, de Vereniging van Effectenbezitters en Independer. Deze laatste afficheerde zich hier niet als tussenpersoon maar als belangenbehartiger. Deze belangenbehartigers stelden een onderzoek in naar de premies en kosten die verzekeraars in rekening hebben gebracht.
Op 20 december 2006 bracht de Commissie De Ruiter haar rapport uit over de beleggingsverzekeringen. De commissie adviseerde het Verbond over de informatievoorziening bij toekomstige offertes. Bestaande gevallen liet de Commissie De Ruiter buiten beschouwing. Het Verbond liet weten het rapport te ondersteunen en de aanbevelingen uit te voeren. Daarnaast zouden de verzekeraars de aanbevelingen ook toepassen op bestaande verzekeringen.
De verzekeraars beloofden alle offertes van de 6 miljoen uitstaande polissen nog eens door te lopen. Als zou blijken dat de kosten in de praktijk hoger waren uitgepakt dan was voorgespiegeld, zou er in individuele gevallen een regeling komen.
Daarnaast gaf het Verbond van Verzekeraars in deze reactie aan waar de kosten uit bestonden, en dat er onderscheid moest worden gemaakt tussen kosten en premies voor aanvullende verzekeringen.
In 2016 opende het Verbond van Verzekeraars een loket waar consumenten met een beleggingsverzekering gratis advies konden krijgen. Het loket is bedoeld voor mensen die tot nu toe geen advies hebben gehad van hun verzekeraar of adviseur. De redenen waarom mensen zich nog niet hebben laten informeren over hun woekerpolis kunnen verschillend zijn.

### Rechtszaak tegen Nationale-Nederlanden
In juli 2007 startten de Stichting Woekerpolis Claim en de Vereniging Consument & Geldzaken een collectieve rechtsprocedure tegen Nationale-Nederlanden. De rechtbank van Rotterdam werd gevraagd te bevestigen dat de voorlichting van Nationale-Nederlanden over de kosten en risico's van de beleggingsverzekering Flexibel Verzekerd Beleggen onvoldoende was geweest.
Op 17 september 2013 werd bekend dat de gespecialiseerde advocaat Adriaan de Gier samenwerking zocht met hedgefondsen om deze lastige claims tegen NN te innen. Dit naar aanleiding van een voor de woekerpolishouders gunstige uitspraak bij Kifid, die 500.000 benadeelden gemiddeld 6000 euro zou kunnen opleveren.
Op 23 juni 2017 volgde de onherroepelijke uitspraak van het Kifid waarin NN gedwongen werd in ieder geval een van zijn klanten de zogenoemde "Eerste kosten" terug te betalen. Deze uitspraak heeft volgens de advocaat gevolgen voor zo'n half miljoen klanten van NN. De stichting wakkerpolis claimt 3,2 miljard van NN vanwege deze woekerpolissen.

## Overeenstemming tussen partijen
In maart 2007 bereikten de belangrijkste betrokkenen, het Verbond van Verzekeraars, de Stichting Verliespolis, het ministerie van Financiën en de Ombudsman Financiële Dienstverlening overeenstemming over de verdere aanpak van de problematiek. De problematiek werd categoraal onderzocht (er werden steeds enkele zaken behandeld die representatief konden worden geacht voor een bepaalde productcategorie) om te bezien of er sprake was van gegronde klachten. Als dat het geval was, zou de Ombudsman Financiële Dienstverlening, Jan Wolter Wabeke, aansturen op aanpassing van het product. Als de verzekeraar de aanpassing accepteerde, zou deze ook het initiatief nemen de aanpassing door te voeren voor alle verzekerden (ook voor diegenen die niet geklaagd hadden). Overigens was de verzekerde, in tegenstelling tot de verzekeraar, niet gebonden aan het advies van de Ombudsman.
Op de website van de Ombudsman werd een lijst gepubliceerd met alle beleggingsverzekeringen. Per product werd aangegeven of er door de Ombudsman uitspraken waren gedaan, of er procedures liepen, en of verzekeraars tot aanpassing van de voorwaarden of reparatie waren overgegaan. Consumenten konden via de website van de Ombudsman zaken aanmelden als zij over een op de lijst voorkomend product klachten hadden.

### Advies van de ombudsman
De Ombudsman Financiële Dienstverlening, Jan Wolter Wabeke, publiceerde op 4 maart 2008 zijn aanbevelingen. Op verzoek van minister Bos deed Wabeke onderzoek naar de beleggingsverzekeringen. Wabeke concludeerde in zijn advies dat verzekeraars een hogere dan marktconforme premie voor de overlijdens- en arbeidsongeschiktheidsdekking in rekening hadden gebracht en dat er onredelijk veel kosten in rekening waren gebracht. Wabeke stelde dat de kosten niet meer dan 2,5% van het belegd vermogen zouden mogen bedragen.
Naast de verzekeraars achtte Wabeke ook de tussenpersonen, de overheid en de consument schuldig aan de ontstane problematiek. Wabeke stelde dat de tussenpersonen niet goed hadden geadviseerd, de overheid zich een onbetrouwbare partner had getoond door de fiscale regels meerdere malen te wijzigen en de consument niet goed had opgelet.
Gezien deze gedeelde schuld adviseerde Wabeke de verzekeraars alle kosten die de 3,5% van het belegd vermogen overstegen met terugwerkende kracht aan de consument terug te betalen. Deze compensatie zou de verzekeraars een kostenpost van naar schatting 2 miljard euro opleveren. De compensatie diende uiterlijk in 2009 aan de consumenten te zijn uitgekeerd.
De Stichting Verliespolis liet in een eerste reactie weten dat zij niets zag in het oordeel van Wabeke. Zij achtte de verzekeraars als enige verantwoordelijk voor de ontstane problematiek. De kritiek op de overheid, tussenpersonen en consumenten werd door Verliespolis weerlegd. De aanbevelingen van Wabeke werden door Verliespolis gezien als een startpunt voor verdere onderhandelingen met de verzekeraars.
De Stichting Woekerpolis Claim liet zich in gelijksoortige bewoordingen uit. Zij achtte de voorgestelde compensatie volstrekt onvoldoende. Stichting Woekerpolis Claim zag het advies van Wabeke dan ook vooral als 'springplank' voor verdere compensatie.
Het Verbond van Verzekeraars liet in een eerste reactie weten dat zij verwachtten dat de verzekeraars de aanbeveling van Wabeke uiterst serieus zouden nemen. Een aantal verzekeraars, waaronder AEGON, Delta Lloyd, Nationale-Nederlanden, Fortis, ASR Nederland en De Amersfoortse, lieten in een eerste reactie weten de aanbevelingen van Wabeke over te nemen. De Achmea-verzekeraars Interpolis, Avéro, FBTO en Centraal Beheer en Reaal verklaarden niets te zullen doen totdat er in de hele sector afspraken zouden zijn gemaakt. Minister van Financiën Wouter Bos reageerde positief. Hij verwachtte dat de regeling heel wat gedupeerden in staat zou stellen geld terug te krijgen. Hij zei verder dat de consumentenorganisaties en verzekeraars er nu onderling uit moesten komen.

### Onafhankelijk feitenonderzoek

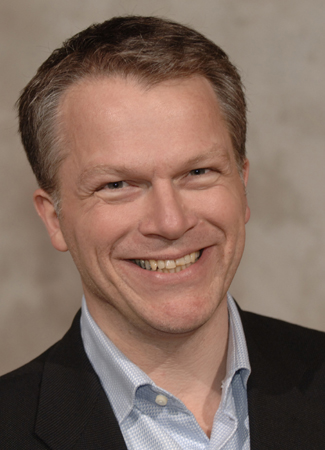
De toenmalige minister van Financiën Wouter Bos gaf opdracht tot een feitenonderzoek

De Vaste Kamercommissie voor Financiën besloot op 8 februari 2007 na een debat met de minister van Financiën (Gerrit Zalm) tot een onafhankelijk feitenonderzoek. Op 22 maart 2007 gaf de nieuwe minister van Financiën (Wouter Bos) in een brief aan de Tweede Kamer aan dat hij verwachtte dat het aangekondigde onderzoek naar beleggingsverzekeringen eind mei van start kon gaan. De taakopdracht voor dit feitelijk onderzoek werd afgestemd met consumentenorganisaties, verzekeraars, de Ombudsman Financiële Dienstverlening en de Autoriteit Financiële Markten (AFM). In juli 2007 werd bekend dat het feitenonderzoek was toegekend aan het Instituut voor Financieel Onderzoek. Minister Bos verwachtte aanvankelijk dat het onderzoek nog in 2007 zou worden afgerond. De afronding van het feitenonderzoek liet echter tot 9 oktober 2008 op zich wachten. Het onderzoek wees uit dat beleggingsverzekeringen te duur waren, bij 73% van de beleggingsverzekeringen werd meer dan 2% kosten in rekening gebracht, vervroegd afkopen van een beleggingsverzekering kon een zwaar negatief nettorendement ten gevolge hebben, waarbij moet worden gedacht aan -16,5%. Volgens de Consumentenbond was gebleken dat bij de beleggingsverzekeringshypotheken van AXA, Nationale-Nederlanden, Delta Lloyd en Falcon de meeste kosten in rekening werden gebracht. De bond eiste terugbetaling van het te veel betaalde geld en dat de overheid en AFM ervoor zouden zorgen dat de kwaliteit van aanbieders, producten en adviseurs voor consumenten inzichtelijk zou worden gemaakt.
Op 13 april 2010 berichtte RTLZ dat hoogleraar Arnoud Boot de totale schade voor de consument schatte op 20 tot 30 miljard euro. Een Kamermeerderheid van PvdA, SP, VVD en Groen Links drongen bij minister De Jager aan op een aanvullend onderzoek.

### Schikkingen
Delta Lloyd, ING en Fortis ASR schikten voor respectievelijk 300, 365 en 750 miljoen euro. Op 25 maart 2009 maakte SNS Reaal bekend te willen schikken voor 320 miljoen euro. Op 9 maart 2015 bracht de AFM naar buiten dat juist deze verzekeraar werd aangeklaagd omdat zij in gebreke zou zijn gebleven.
Op 27 juni 2017 bereikten belangenorganisaties een akkoord met Allianz voor de compensatie van woekerpolissen. Het was de eerste tegemoetkomingsregeling die door de Vereniging Woekerpolis.nl, Stichting Woekerpolisproces en ConsumentenClaim werd bereikt. Hoe de compensatieregeling er precies uit ziet, zeggen verzekeraar en claimclubs niet in het openbaar.

## Uitspraak Hoge Raad 14 juni 2013 inzake Koersplan
Op 14 juni deed de Hoge Raad der Nederlanden een definitieve uitspraak in de zaak van een van de eerste woekerpolisproducten: Koersplan. Op 18 juni 2014 kwam AEGON met een compensatieplan voor woekerpolishouders naar buiten op grond van de uitspraak door de Hoge Raad een jaar eerder. Bij dit compensatieplan maakte AEGON evenwel onderscheid tussen degene die eerder bij de rechtszaak over het Koersplan waren aangesloten en de Koersplan deelnemers die dit niet waren. De laatste groep werd een veel lagere compensatie aangeboden

## Uitspraak Hoge Raad 11 februari 2022 inzake informatieplicht verzekeraars
Op 11 februari deed de Hoge Raad, desgevraagd door het gerechtshof te Den Haag, een baanbrekende uitspraak door te stellen dat de verzekeraars hun klanten onvoldoende hadden ingelicht.

## Twee uitspraken Haags Gerechtshof op 25 september 2023 tegen Nationale Nederlanden en Aegon
Op 25 september 2023 oordeelde het Gerechtshof te Den Haag dat zowel NN als Aegon te hoge kosten hadden berekend aan hun verzekeringsnemers. De twee verzekeraars, NN en ASR, de rechtsopvolger van Aegon, stappen naar de Hoge Raad om een eindoordeel te krijgen. De koers van NN zakte de dag na de uitspraak met 18,8%, die van ASR met 14,2%. Op 28 november 2023 schikte ASR voor 300 miljoen en trok het hoger beroep in. De getroffen schikking geldt alleen voor klanten van claimstichtingen. NN bleef onderhandeln. Op 9 januari 2024 kwam een soortgelijke schikking als van ASR naar buiten ter waarde van 360 miljoen. Achmea volgde 16 februari 2024 met een totale schikking van 85 miljoen. De rechtsopvolger van Reaal volgde 22 maart 2024 met een schikking van 95 miljoen. De Goudse verzekeringen volgde 7 januari 2025 met 12,5 miljoen euro compensatie.

## Commissie Verzekeraars
De door minister Dijsselbloem ingestelde Commissie Verzekeraars stelde 5 maart 2015 voor de woekerpolisclaims te herverzekeren op de internationale markt. De Consumentenbond reageerde afkeurend. Het lijkt erop dat de kwestie van de woekerpolisclaims zich nu nog decennia zal voortslepen.

## Britse beleggingsverzekeringen
Groot-Brittannië kende recent ook een eigen "woekerpolisaffaire". Door het agressief aan de man brengen van beleggingsverzekeringen werden de Britse verzekeraars al gedwongen tot een schadevergoeding van £ 1,1 miljard. Om in aanmerking te komen voor een schadevergoeding moeten consumenten een van de volgende klachten kunnen hardmaken: de verkoper heeft ze niet gewezen op de manier waarop hun geld zou worden belegd en de risico’s daarvan, ze zijn niet op de hoogte gesteld van het feit dat een beleggingshypotheek een instrument is voor de lange termijn en vaak matige rendementen oplevert bij tussentijdse opzegging, de verkoper is niet nagegaan of ze zich comfortabel voelden bij hun afhankelijkheid van de aandelenmarkt of er is onvoldoende stilgestaan bij de vraag of ze in staat waren hun premiebetalingen tot het einde van de verzekering vol te houden.
Naar schatting van de Britse consumentenbond Which? zijn er vijf miljoen consumenten die een schadevergoeding kunnen eisen. De Britse toezichthouder Financial Services Authority schat de totale schade op £ 16 mld. De Britse situatie verschilt in sommige opzichten met de Nederlandse. In Groot-Brittannië zijn de verzekeraars een garantiestelling niet nagekomen.